# Mario Frick
Mario Frick, född 7 september 1974 i Chur i Schweiz, är en liechtensteinsk-schweizisk före detta fotbollsspelare och senare tränare. Han är den spelare som har gjort flest mål för Liechtensteins landslag genom tiderna (sexton mål). Han är tillsammans med Peter Jehle Lichtensteins mest framgångsrika fotbollsspelare. Frick är sedan 2021 tränare i FC Luzern.
Han växte upp tillsammans med sina föräldrar Josef och Esther i Triesen och Vaduz i Liechtenstein och senare även i Balzers, där han påbörjade sin karriär 1990. Frick fick, trots att ha spelat i flera klubbar i Liechtenstein och Schweiz, sitt stora genombrott först i Italien. 
Han var en nyckelspelare i landslaget men under kvalspelet till VM 2002 grälade hans manager med tränaren Ralf Loose vilket ledde till att Frick uteslöts ur truppen. När landslaget fick en ny tränare återvände han till landslaget igen och spelade båda matcherna mot England.
Efter att Ternana blev nedflyttade till Serie B flyttade han till AC Siena i juli 2006 och var under en tid skytteligaledare i Serie A.
| Datum            | Plats                                   | Motståndare  | Mål | Slutresultat | Tävling           |
| ---------------- | --------------------------------------- | ------------ | --- | ------------ | ----------------- |
| 6 september 1997 | Sportpark Eschen-Mauren, Eschen         | Rumänien     | 1–7 | 1–8          | Kval till VM 1998 |
| 14 oktober 1998  | Rheinpark Stadion, Vaduz                | Azerbajdzjan | 1–0 | 2–1          | Kval till EM 2000 |
| 7 juni 2000      | Dreisamstadion, Freiburg                | Tyskland     | 2–2 | 2–8          | Vänskapsmatch     |
| 21 augusti 2002  | Tórsvøllur, Torshamn                    | Färöarna     | 1–0 | 1–3          | Vänskapsmatch     |
| 20 augusti 2003  | Rheinpark Stadion, Vaduz                | San Marino   | 1–0 | 2–2          | Vänskapsmatch     |
| 13 oktober 2004  | Stade Josy Barthel, Luxemburg           | Luxemburg    | 3–0 | 4–0          | Kval till VM 2006 |
| 17 november 2004 | Rheinpark Stadion, Vaduz                | Lettland     | 1–1 | 1–3          | Kval till VM 2006 |
| 7 september 2005 | Rheinpark Stadion, Vaduz                | Luxemburg    | 1–0 | 3–0          | Kval till VM 2006 |
| 6 september 2006 | Ullevi, Göteborg                        | Sverige      | 1–1 | 1–3          | Kval till EM 2008 |
| 6 oktober 2006   | Rheinpark Stadion, Vaduz                | Österrike    | 1–0 | 1–2          | Vänskapsmatch     |
| 28 mars 2007     | Rheinpark Stadion, Vaduz                | Lettland     | 1–0 | 1–0          | Kval till EM 2008 |
| 22 augusti 2007  | Windsor Park, Belfast                   | Nordirland   | 1–3 | 1–3          | Kval till EM 2008 |
| 17 oktober 2007  | Rheinpark Stadion, Vaduz                | Island       | 1–0 | 3–0          | Kval till EM 2008 |
| 6 juni 2009      | Helsingfors olympiastadion, Helsingfors | Finland      | 1–0 | 1–2          | Kval till VM 2010 |
| 7 september 2010 | Hampden Park, Glasgow                   | Skottland    | 1–0 | 1–2          | Kval till EM 2012 |
| 17 november 2010 | A. Le Coq Arena, Tallinn                | Estland      | 1–0 | 1–1          | Vänskapsmatch     |